# 圣巴尔纳伯教堂 (威尼斯)

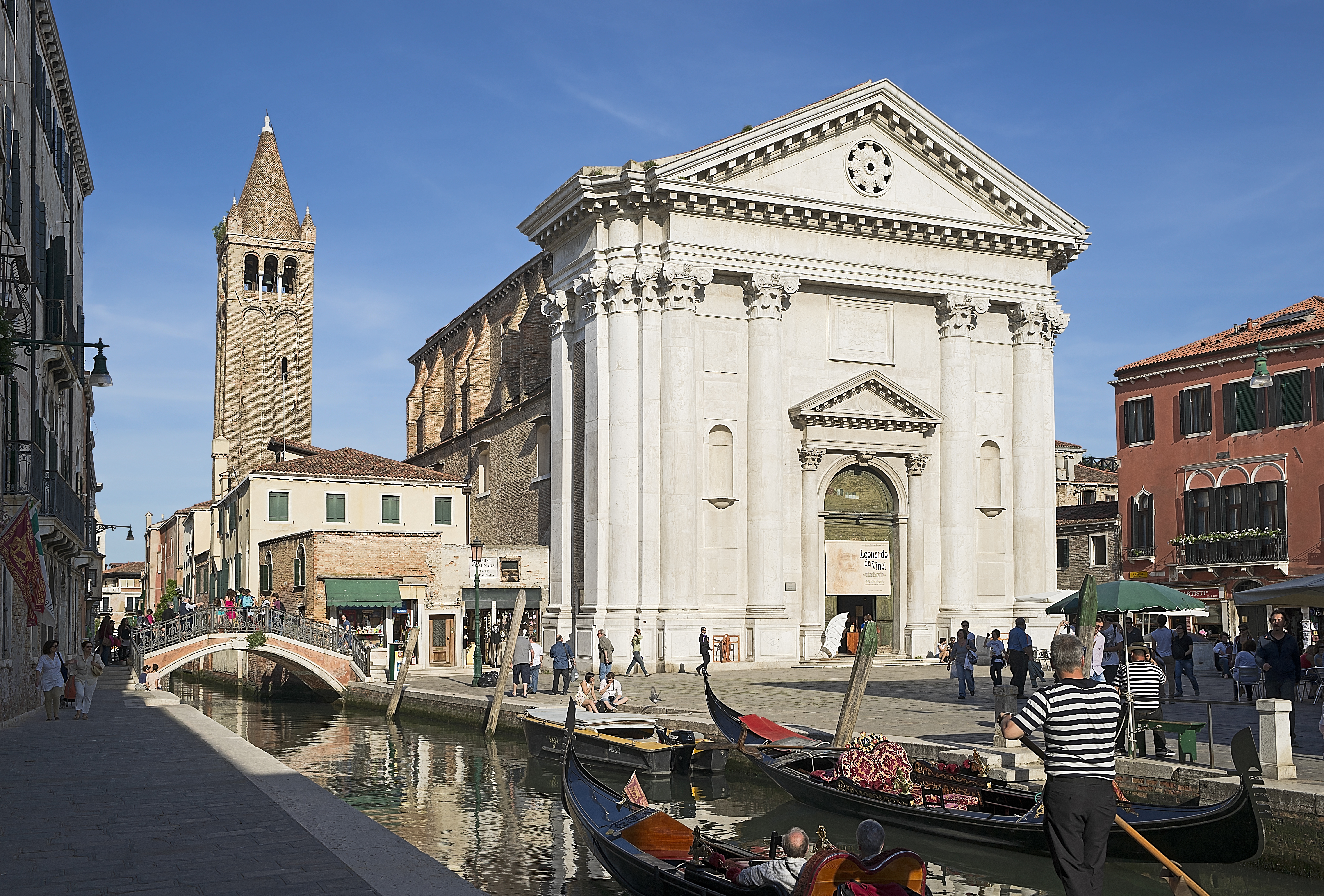
圣巴尔纳伯教堂

圣巴尔纳伯教堂（Chiesa di San Barnaba）是意大利威尼斯的一座罗马天主教教堂，位于多尔索杜罗区的圣巴尔纳伯小广场（Campo San Barnaba），靠近雷佐尼可宫（Ca' Rezzonico）和拳头桥（Ponte dei Pugni）。 

## 历史
传统认为，这座教堂创建于936年，事实上，现在的建筑物是在9世纪初兴建在过去的圣老楞佐教堂处。目前尚不清楚，何时它成为一个本堂区，可能是在建立后不久，也可能是在11世纪。它是百合圣母教堂（Chiesa di Santa Maria del Giglio）的分堂。  
由于多次发生火灾，这座教堂经历了几次翻修，直到1350年12月6日才祝圣。 
1810年，拿破仑统治时期，该教堂被改为俗用，归并加尔默罗圣母教堂（Chiesa di Santa Maria dei Carmini）。目前，它由加尔默罗圣母教堂的神父管理。